# جي تشنغ (دراج)
جي تشنغ (بالصينية المبسطة: 计成)‏ مواليد 15 يوليو 1987 في هاربن، هيلونغجيانغ، الصين، هو دراج صيني.

## روابط خارجية
- جي تشنغ على موقع الاتحاد الدولي للدراجات (الإنجليزية)
- جي تشنغ على موقع أرشيف الدراجات (الإنجليزية)
- جي تشنغ على موقع إحصائيات الدراجات الإحترافية (الإنجليزية)
- جي تشنغ على موقع نسبة الدراجات (الإنجليزية)
- جي تشنغ على موقع CycleBase (الإنجليزية)
- "Chinese 'Breakaway Killer'". pelotonmagazine. 14 يوليو 2014. مؤرشف من الأصل في 2016-03-23. اطلع عليه بتاريخ 2014-07-16.